# سیارک ۸۹۶۲
سیارک ۸۹۶۲ (به انگلیسی: 8962 Noctua، نامگذاری:2771P-L) هشت هزار و نهصد و شصت و دومین سیارک کشف شده‌است که در ۲۴ سپتامبر ۱۹۶۰ کشف شد.
قدر مطلق سیارک برابر ۱۲٫۵۰ است.